# Cornel Durău
Cornel Durău, romunski rokometaš, * 30. januar 1957, Bechet.
Leta 1980 je na poletnih olimpijskih igrah v Moskvi v sestavi romunske rokometne reprezentance osvojil bronasto olimpijsko medaljo; uspeh je ponovil čez štiri leta.